# Alpensia Jumping Park
Alpensia Jumping Park – kompleks skoczni narciarskich w Korei Południowej w ośrodku sportów zimowych w Pjongczangu otwarty w roku 2008. W skład kompleksu wchodzą skocznie K125, K98, K60, K35 i K15.
Obiekty powstały z inicjatywy zorganizowania w Korei zimowych igrzysk olimpijskich, jednak Pjongczang na rok 2010 przegrało z kanadyjskim Vancouver, zaś w 2014 z rosyjskim Soczi. Igrzyska w Pjongczangu jednak odbyły się tu w 2018 r. Obiekty wyposażono w sztuczne oświetlenie, igelit oraz wielkopojemnościową trybunę. W chwili obecnej skocznie są jednym z najnowocześniejszych obiektów umożliwiających oddawanie skoków na świecie. Są to pierwsze skocznie, które powstały w tym miejscu.
W związku z nowymi przepisami Międzynarodowej Federacji Narciarskiej w sezonie 2017/2018 został zmieniony rozmiar skoczni z odległości 140 na 142 metry.

## Dane techniczne obiektu K125
- Punkt konstrukcyjny: 125 m
- Wielkość skoczni (HS): 142 m
- Punkt sędziowski: 140 m
- Oficjalny rekord skoczni i najdłuższy skok: 143,5 m –  Ryōyū Kobayashi
- Długość rozbiegu: 115,5 m
- Nachylenie progu: 11,0°
- Nachylenie zeskoku: 34,6°

### Rekordziści skoczni K125
| Lp. | Dzień     | Rok  | Zawodnik          | Odległość | Zawody                                 | Uwagi              |
| --- | --------- | ---- | ----------------- | --------- | -------------------------------------- | ------------------ |
| 1.  | 14 lutego | 2017 | Jan Ziobro        | 134,5 m   | kwalifikacje do Pucharu Świata         |                    |
| 2.  | 15 lutego | 2017 | Andreas Wellinger | 136,0 m   | Puchar Świata                          |                    |
| 3.  | 15 lutego | 2017 | Stefan Kraft      | 138,0 m   | Puchar Świata                          |                    |
| 4.  | 15 lutego | 2017 | Stephan Leyhe     | 139,5 m   | Puchar Świata                          |                    |
| 5.  | 15 lutego | 2017 | Anže Lanišek      | 139,5 m   | Puchar Świata                          | Wyrównanie rekordu |
| 6.  | 16 lutego | 2018 | Ryōyū Kobayashi   | 143,5 m   | kwalifikacje do konkursu olimpijskiego |                    |

## Dane techniczne obiektu K98
- Punkt konstrukcyjny: 98 m
- Wielkość skoczni (HS): 109 m
- Punkt sędziowski: 109 m
- Oficjalny rekord skoczni: 113,5 m –  Stefan Kraft (16.02.2017)[3], Robert Johansson i Andreas Wellinger[4] (10.02.2018)
- Najdłuższy skok: 114,5 m –  Jure Šinkovec (23.01.2016 – próba zakończona upadkiem)[5][6]
- Nachylenie progu: 11,0°
- Nachylenie zeskoku: 34,0°

### Rekordziści skoczni K98
| L.p | Dzień      | Rok  | Zawodnik              | Odległość | Zawody                         | Uwagi              |
| --- | ---------- | ---- | --------------------- | --------- | ------------------------------ | ------------------ |
| 1.  | 3 września | 2009 | Stefan Hula           | 105,0 m   | Letni Puchar Kontynentalny     |                    |
| 2.  | 16 lutego  | 2017 | Jarkko Määttä         | 105,0 m   | kwalifikacje do Pucharu Świata | wyrównanie rekordu |
| 3.  | 16 lutego  | 2017 | MacKenzie Boyd-Clowes | 106,5 m   | kwalifikacje do Pucharu Świata |                    |
| 4.  | 16 lutego  | 2017 | Karl Geiger           | 112,0 m   | kwalifikacje do Pucharu Świata |                    |
| 5.  | 16 lutego  | 2017 | Stefan Kraft          | 113,5 m   | kwalifikacje do Pucharu Świata |                    |
| 6.  | 10 lutego  | 2018 | Robert Johansson      | 113,5 m   | druga seria konkursu IO        | wyrównanie rekordu |
| 7.  | 10 lutego  | 2018 | Andreas Wellinger     | 113,5 m   | druga seria konkursu IO        | wyrównanie rekordu |

## Dane techniczne obiektu K60
- Punkt konstrukcyjny: 60 m
- Wielkość skoczni (HS): 66 m
- Punkt sędziowski: 66 m
- Nachylenie progu: 10,0°
- Nachylenie zeskoku: 32,0°